# Lucia Traversa
Lucia Traversa est une fleurettiste italienne née le 31 mai 1965 à Rome.

## Carrière
La fleurettiste italienne participe à l'épreuve de fleuret par équipe lors des Jeux olympiques d'été de 1984 à Los Angeles et termine quatrième. Aux Jeux olympiques d'été de 1988 à Séoul, Lucia Traversa remporte la médaille d'argent par équipe avec Annapia Gandolfi, Francesca Bortolozzi-Borella, Dorina Vaccaroni et Margherita Zalaffi.